# Vrede van Dardanos

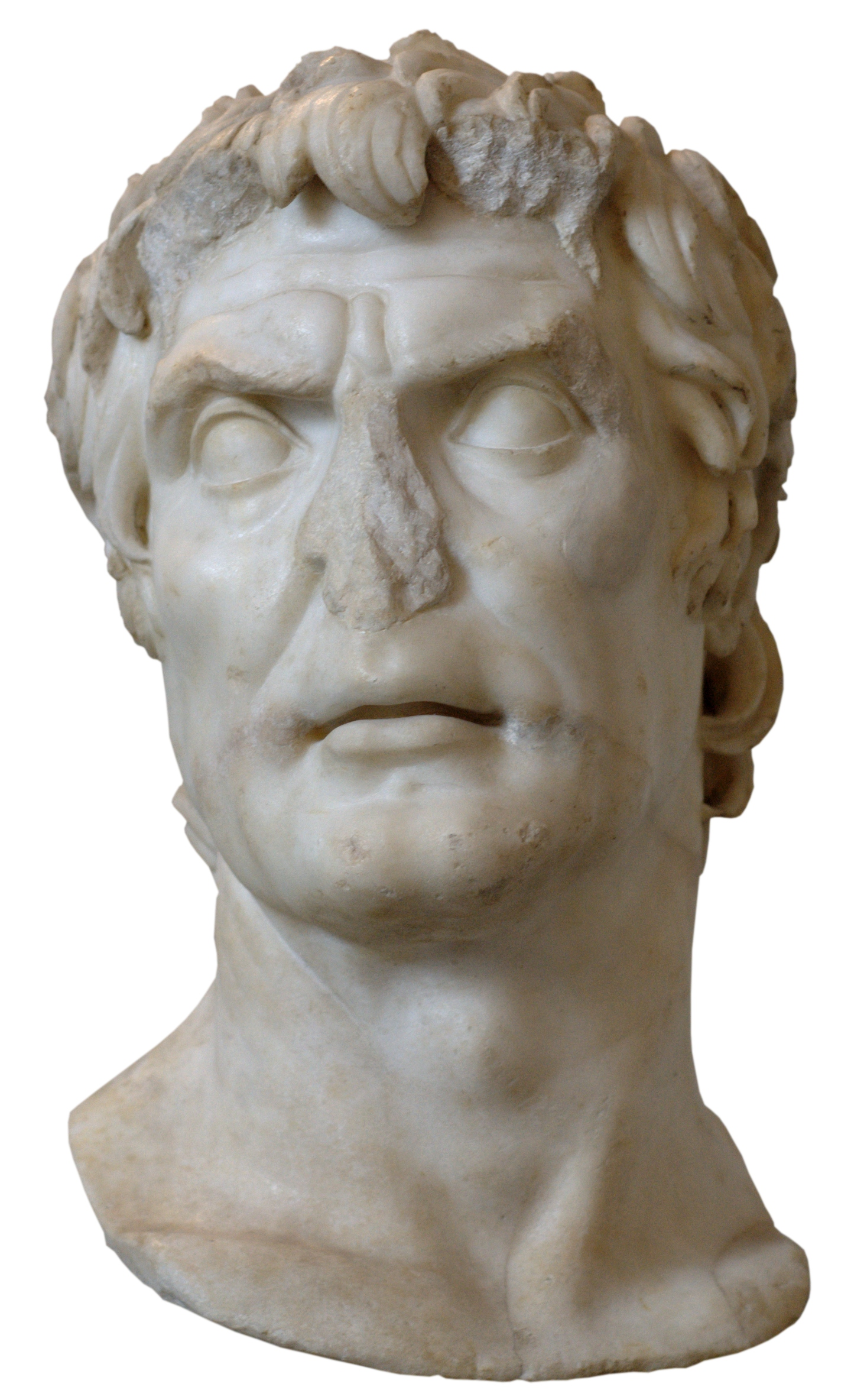
Sulla

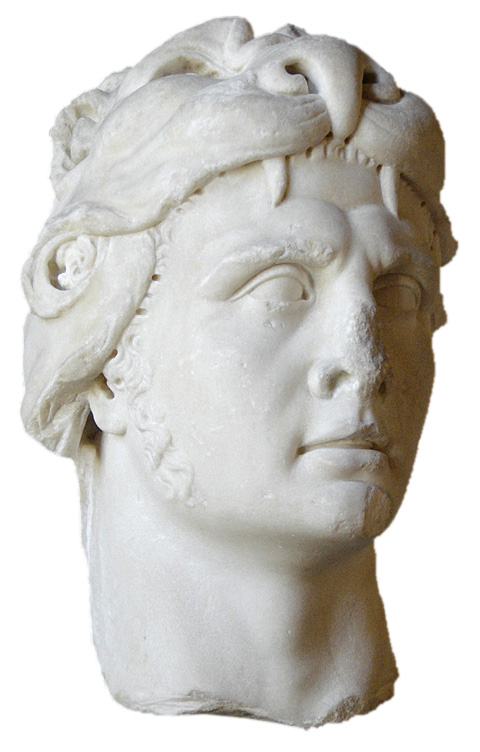
Mithridates VI

De Vrede van Dardanos (85 v.Chr.) was een verdrag tussen de Romeinse Republiek en Pontus, getekend door Lucius Cornelius Sulla van Rome, en koning Mithridates VI van Pontus. Dit verdrag beëindigde de Eerste Mithridatische Oorlog.
Na de nederlagen van Mithridates tegen Sulla in de veldslagen bij Chaeronea, bij Orchomenus en in de zeeslag bij Tenedos; alswel Sulla die eiste dat de Griekse eilanden onderworpen moesten worden aan Rome, had de politieke spanning in Rome tijdens de Bellum sociorum als gevolg dat Sulla eisen moest opleggen aan Mithridates. Het verdrag werd gehouden in de vernietigde stad Dardnus om de onderhandelen over de voorwaarden van een definitieve overgave.
De voorwaarden waren:
- Mithridates moest zijn nieuw veroverde gebieden op het Griekse vasteland en eilanden opgeven, alsook de provincies Bithynië, Frygië, Paphlagonië en Cappadocië.
- Mithridates moest het bedrag van 20.000 talenten van zijn persoonlijke rijkdom betalen.
- Sulla veroordeelde de provincies die Mithridates had opgegeven, door hen een extra twintigduizend talenten te laten betalen (equivalent van een exportproductie van twee decennia).